# Sâi
Sâi – wieś w Rumunii, w okręgu Satu Mare, w gminie Valea Vinului. W 2011 roku liczyła 557 mieszkańców.